# Scărlătești, Brăila
Scărlătești este un sat în comuna Cireșu din județul Brăila, Muntenia, România.